# St. Gallus (Ludwigshafen)

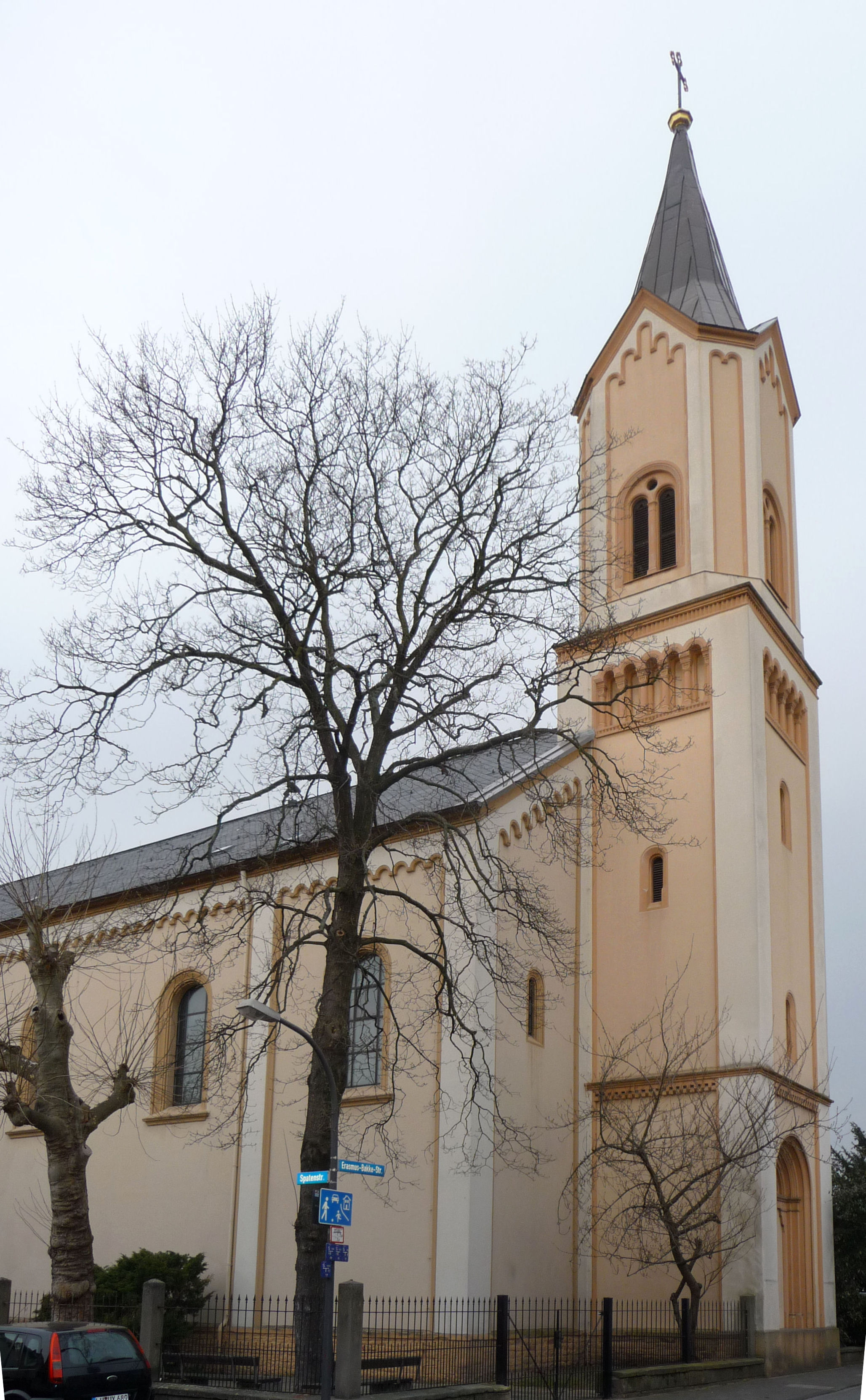
St.-Gallus-Kirche

Die St.-Gallus-Kirche ist eine katholische Kirche im Ludwigshafener Stadtteil Friesenheim. Sie wurde zwischen 1847 und 1848 erbaut.

## Geschichte
Friesenheim wurde 771 erstmals im Lorscher Codex erwähnt. Eine Kirche wird erstmals im Jahr 1238 genannt, die dem Kloster Lorsch gehörte. Aufgrund des Patroziniums St. Leodegar vermutet man eine frühmittelalterliche Gründung durch das Kloster Murbach. 1247 kam die Lorscher Vogtei und damit auch das Patronatsrecht über die Kirche in Friesenheim an den Pfalzgrafen bei Rhein. Kurfürst Ottheinrich führte 1556 in der Kurpfalz die Reformation ein. Bei der Pfälzischen Kirchenteilung 1705 jedoch fiel die Kirche an die Katholiken. Erst 1738 erhielt Friesenheim aber wieder eine eigene Pfarrei.
1753 wurde eine neue Kirche erbaut, nachdem die alte dem Hochwasser zum Opfer fiel. Patron war nun St. Gallus. Warum der Wechsel stattfand, ist nicht bekannt. 1843 musste die Kirche wegen Baufälligkeit geschlossen werden. Der Neubau entstand ab 1847 nach den Plänen von Jakob und Gabriel Foltz. Im Jahr darauf war die neue St.-Gallus-Kirche fertiggestellt, 1849 wurde sie geweiht.
Mit der 1922 abgetrennten Gemeinde St. Josef und der Gemeinde St. Dreifaltigkeit bildet St. Gallus heute eine Pfarrei, nach der Strukturreform, der Gemeindepastoral 2015.

## Beschreibung

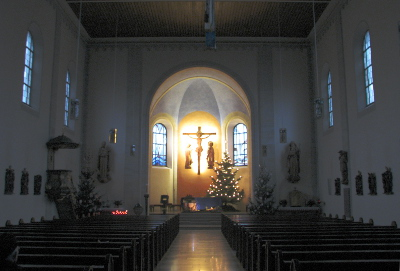
Innenraum

Die St.-Gallus-Kirche steht im Zentrum von Altfriesenheim. Die Saalkirche wurde im neuromanischen Stil erbaut. Die Kreuzigungsgruppe in der Apsis schuf 1938 August Weckbecker. Die Figuren der Maria und des St. Gallus fertigte Georg Wimmer 1950 für die Seitenaltäre. Aus der Vorgängerkirche hat sich die Barockkanzel aus dem 18. Jahrhundert erhalten. Die reichen Schnitzereien stammen von Johann Matthäus van den Branden. Zwei Marmorgrabsteine sind von 1749 und 1774. Das Geläut besteht aus vier Glocken mit der Schlagtonfolge dis1–fis1–gis1–ais1. Drei wurden nach dem Krieg gegossen, die Marienglocke stammt noch aus dem Jahr 1889.

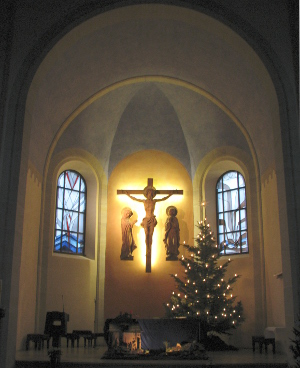
Chor
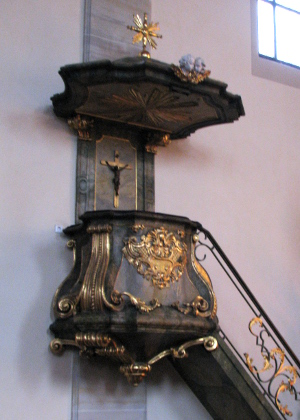
Kanzel
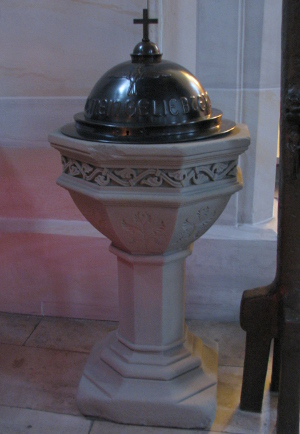
Taufstein

## Orgel

### Heutige Orgel
Die heutige Orgel wurde im Jahr 1966 von Wolfgang Scherpf gebaut, die Einweihung erfolgte am 16. Oktober 1966. Sie verfügt über 27 Register auf zwei Manualen und Pedal. Die Disposition lautet:
| I Hauptwerk C–g3      |       |
| Pommer                | 16′   |
| Prinzipal             | 08′   |
| Salicional            | 08′   |
| Oktave                | 04′   |
| Kleingedackt          | 04′   |
| Oktave                | 02′   |
| Blockflöte            | 02′   |
| Septimsesquialter III |       |
| Mixtur IV–VI          | 01 ⁄3 |
| Trompete              | 08′   |

| II Kronpositiv C–g3 |        |
| Kleingedackt        | 8′     |
| Konzertflöte        | 8′     |
| Prinzipal           | 4′     |
| Nachthorn           | 4′     |
| Engprinzipal        | 2′     |
| Terz                | 1 3⁄5′ |
| Quint               | 1 ⁄3′  |
| Zymbel III–IV       | 1⁄2    |
| Krummhorn           | 8′     |
| Tremulant           |        |

| Pedal C–f1        |        |
| Prinzipalbass     | 016′   |
| Subbass           | 016′   |
| Oktavbass         | 08′    |
| Gedecktflöte      | 08′    |
| Choralbass        | 04′    |
| Hintersatz III–IV | 02 ⁄3′ |
| Posaune           | 016′   |
| Trompete          | 08′    |

Die Spieltraktur ist mechanisch, die Registertraktur ist elektrisch. Bei den Windladen handelt es sich um Schleifladen.
- Koppeln: II/I, I/P, II/P

- Spielhilfen: 2 freie Kombinationen, 1 freie Pedalkombination, Feste Kombination (Tutti)

### Vorgängerorgel
Die pneumatische Vorgängerorgel wurde 1897 von E.F. Walcker & Cie. (op. 794) gebaut. Sie verfügte über 17 Register auf zwei Manualen und Pedal. Im Zuge einer Restaurierung der Kirche wurde sie vermutlich 1961 demontiert.